# Jean Sébastien Grandjean
Pour les articles homonymes, voir Grandjean.
Jean Sébastien Grandjean, né le 30 juillet 1740 à Versailles (Yvelines), mort le 26 avril 1801 à Paris, est un général de brigade de la Révolution française.

## Biographie
Baptisé paroisse Saint-Louis à Versailles le 1er août 1740, Jean Sébastien Grandjean est le fils d'autre Jean Sébastien Grandjean, bourgeois de la ville et grand officier valet de chambre auprès d'une famille de la noblesse et de Jeanne Marguerite Boussaingaux.
Le 16 juillet 1771, il épouse à Versailles, Marie Madeleine Pierrette Péchon, fille d'un marchand de chevaux. Il est alors secrétaire de Louis de Noailles (1713-1793), duc d'Ayen devenu gouverneur du Roussillon en 1766.

## États de service
Plus précisément, Jean Sébastien Grandjean entre en service le 1er avril 1754, comme élève dans le corps du génie, il en sort ingénieur géographe en 1759.
De 1772 à 1779, il est capitaine au régiment de Noailles-Dragons. En 1782, toujours capitaine des dragons, il est également chef des ingénieurs, géographe du roi, attaché au département des affaires étrangères.  
En 1785, il fait partie de la commission topographique Caro-Ornano, chargée des travaux de délimitation de la frontière franco-espagnole. En 1789, il est envoyé à cet effet du côté de Collioure, dans la partie orientale des Pyrénées.  
Le 2 octobre 1792, il est affecté à l’armée des Pyrénées, en tant que lieutenant-colonel ingénieur en chef des affaires étrangères, et le 23 octobre 1792, au terme de sa mission, il écrit un « mémoire sur la frontière des Pyrénées ». 
Il est nommé chef de brigade le 25 février 1793, et le 19 mars 1793,  il est muté dans la division du général Duverger. Le 14 avril 1794, il quitte le service. 
De retour en activité, après approbation par le Comité de sûreté générale, il est réintégré comme adjudant-général le 27 janvier 1795.
Il est promu général de brigade le 13 juin 1795, et le 1er janvier 1796, il rejoint l’Armée des côtes de l'Océan. Le 7 mai 1796, il intègre la 20e division militaire. Il commande alors le département du Lot. 
Un an plus tard, le 17 juin 1797 (29 prairial an V), il est muté comme général de la 10e division militaire à Perpignan. Il est réformé le 15 mai 1798.
Il meurt à son domicile rue de la Madeleine dans l'ancien 1er arrondissement de Paris, le 26 avril 1801, à l'âge de 61 ans.

## Sources
- (en) « Generals Who Served in the French Army during the Period 1789 - 1814: Eberle to Exelmans »
- Étienne Charavay, Correspondance général de Carnot, tome 1, imprimerie Nationale, 1893.
- Docteur Robinet, Jean-François Eugène et J. Le Chapelain, Dictionnaire historique et biographique de la révolution et de l'empire, 1789-1815, volume 2, Librairie Historique de la révolution et de l’empire, 886 p. (lire en ligne), p. 92.
- (pl) « Napoléon.org.pl »